# Белые отцы
«Белые отцы», Миссионеры Африки (лат. Patres Albi, Missionarii Africae, PA, MAfr, фр. Pères Blancs) — мужское католическое миссионерское общество апостольской жизни, основанное в 1868 году первым архиепископом Алжира кардиналом Шарлем Лавижери. Официально было утверждено папой римским Пием X в 1908 году.
Целью общества первоначально являлось воспитание африканских детей, чьи родители умерли от голода и болезней. Особенно много сирот было в северо-африканских арабских странах, пострадавших от сильнейшего голода в 1867 году. Впоследствии белые отцы расширили свою деятельность и стали заниматься помощью неимущим, проповеднической и катехизаторской деятельностью, а также создавать специальные центры профессиональной подготовки для безработной африканской молодёжи. Первый миссионерский центр был открыт в Алжире, затем белые отцы распространили деятельность на другие страны Африки. Члены конгрегации внесли большой вклад в изучение географии и этнографии Африки. За время деятельности миссионеров Африки около 50 членов общества были убиты.

## Организация
Членами общества могут быть как монашествующие, так и миряне. Большая часть монашествующих являются священниками-миссионерами, миряне именуются братьями-помощниками. По состоянию на 2006 год миссионеры Африки насчитывали 9 епископов, 1 498 священников, 16 монахов с вечными обетами, не являющихся священниками и 156 братьев-помощников. 354 студента обучаются в семинариях ордена и готовятся к принесению обетов.
Деятельность белых отцов проходит в миссионерских общинах, в каждой из которых должно быть не меньше трёх человек. Облачение у членов конгрегации белого цвета (откуда и происходит название). Конгрегацию возглавляет генеральный настоятель, избираемый на капитуле раз в 6 лет. Белые отцы, как миссионерское общество апостольской жизни напрямую подчинены Конгрегации евангелизации народов, а не Конгрегации по делам институтов посвящённой жизни и обществ апостольской жизни.

## Ссылки

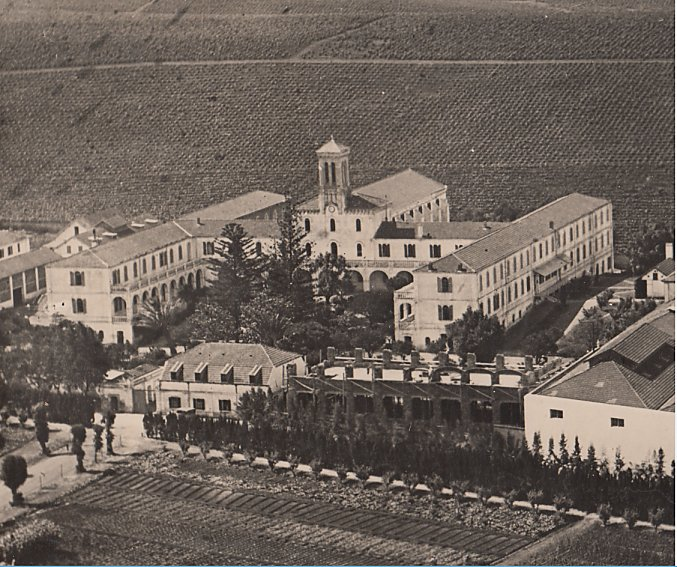
Мэзон Каре (фр. Квадратный Дом, Maison-Carrée ; возле Алжира) : главное управление Белых отцов до 1953 года.